# راجنار بيدرسن
راجنار بيدرسن (بالنرويجية البوكمول: Ragnar Pedersen)‏ هو كاتب سيناريو ورسام توضيحي ورسام كارتون نرويجي، ولد في 25 سبتمبر 1942، وتوفي في 16 أكتوبر 2007.